# Bengt Eriksson
Bengt Eriksson (Malung, 22 gennaio 1931 – Hudiksvall, 19 novembre 2014) è stato un combinatista nordico svedese.

## Palmarès

### Olimpiadi invernali
- Argento a Cortina d'Ampezzo 1956 nella combinata nordica.